# Ibrahim Mahlab
Ibrahim Mahlab (em árabe: إبراهيم محلب; Cairo, 12 de abril de 1949) é um engenheiro e político egípcio.
Ele foi nomeado primeiro-ministro em fevereiro de 2014 pelo então presidente Adly Mansur.
Anteriormente, ele foi Ministro da Habitação e membro do Partido Nacional Democrático, de Hosni Mubarak.